# Copa Libertadores Femenina 2010
Die Copa Libertadores Femenina 2010 war die zweite Austragung des einzigen internationalen Frauenfußballwettbewerbes für Vereinsmannschaften des südamerikanischen Kontinentalverbandes CONMEBOL. Der Wettbewerb wurde in einem zweiwöchigen Turniermodus in Brasilien zwischen dem 2. Oktober. und 17. Oktober 2010 ausgetragen. Sämtliche Partien des Turnieres wurden – anders als bei der Herren-Ausgabe – ohne Rückspiele ausgetragen.

## Teilnehmende Mannschaften
| Land        | Verein                  | Qualifikationsgrund                                          |
| ----------- | ----------------------- | ------------------------------------------------------------ |
| Argentinien | CA Boca Juniors         | Apertura-Meister der Saison 2009                             |
| Bolivien    | Deportivo Florida       | Meister der Saison 2009                                      |
| Brasilien   | FC Santos               | Titelverteidiger und Sieger der Copa do Brasil Feminino 2009 |
| Chile       | Everton de Viña del Mar | Meister der Saison 2009                                      |
| Kolumbien   | CD Formas Íntimas       | Gewinner des Qualifikationsspiels                            |
| Ecuador     | Deportivo Quito         | Meister der Saison 2009                                      |
| Paraguay    | Universidad de Asunción | Meister der Saison 2009                                      |
| Peru        | UPI                     | Meister der Saison 2009                                      |
| Uruguay     | River Plate Montevideo  | Meister der Saison 2009                                      |
| Venezuela   | FC Caracas              | Meister der Saison 2010                                      |

## Spielstätte
|                   |
| Barueri           |
| Arena Barueri     |
| Kapazität: 35.000 |

## Turnierverlauf

### Vorrunde

#### Gruppe A
| Pl. | Verein                 | Sp. | S | U | N | Tore    | Diff. | Punkte |
| --- | ---------------------- | --- | - | - | - | ------- | ----- | ------ |
| 1.  | FC Santos              | 4   | 4 | 0 | 0 | 022:000 | +22   | 12     |
| 2.  | Deportivo Quito        | 4   | 2 | 1 | 1 | 003:800 | −5    | 07     |
| 3.  | River Plate Montevideo | 4   | 1 | 1 | 2 | 004:150 | −11   | 04     |
| 4.  | FC Caracas             | 4   | 1 | 0 | 3 | 005:700 | −2    | 03     |
| 5.  | CD Formas Íntimas      | 4   | 1 | 0 | 3 | 004:800 | −4    | 03     |

| 2. Oktober 2010   |     |                   |
| FC Santos         | 2:0 | FC Caracas        |
| Deportivo Quito   | 1:1 | River Plate       |
| 5. Oktober 2010   |     |                   |
| CD Formas Íntimas | 3:1 | FC Caracas        |
| FC Santos         | 9:0 | River Plate       |
| 7. Oktober 2010   |     |                   |
| FC Caracas        | 4:1 | River Plate       |
| CD Formas Íntimas | 0:1 | Deportivo Quito   |
| 9. Oktober 2010   |     |                   |
| FC Santos         | 4:0 | CD Formas Íntimas |
| Deportivo Quito   | 1:0 | FC Caracas        |
| 11. Oktober 2010  |     |                   |
| FC Santos         | 7:0 | Deportivo Quito   |
| CD Formas Íntimas | 1:2 | River Plate       |

#### Gruppe B
| Pl. | Verein                  | Sp. | S | U | N | Tore    | Diff. | Punkte |
| --- | ----------------------- | --- | - | - | - | ------- | ----- | ------ |
| 1.  | Everton de Viña del Mar | 4   | 3 | 1 | 0 | 018:200 | +16   | 10     |
| 2.  | CA Boca Juniors         | 4   | 2 | 2 | 0 | 019:500 | +14   | 08     |
| 3.  | Universidad de Asunción | 4   | 2 | 1 | 1 | 016:500 | +11   | 07     |
| 4.  | Deportivo Florida       | 4   | 1 | 0 | 3 | 004:170 | −13   | 03     |
| 5.  | UPI                     | 4   | 0 | 0 | 4 | 002:300 | −28   | 0      |

| 4. Oktober 2010         |      |                         |
| CA Boca Juniors         | 4:1  | Deportivo Florida       |
| Everton                 | 9:0  | UPI                     |
| 6. Oktober 2010         |      |                         |
| UPI                     | 1:2  | Deportivo Florida       |
| Universidad de Asunción | 1:2  | Everton                 |
| 8. Oktober 2010         |      |                         |
| CA Boca Juniors         | 12:1 | UPI                     |
| Universidad de Asunción | 6:0  | Deportivo Florida       |
| 10. Oktober 2010        |      |                         |
| CA Boca Juniors         | 2:2  | Universidad de Asunción |
| Everton                 | 6:0  | Deportivo Florida       |
| 12. Oktober 2010        |      |                         |
| CA Boca Juniors         | 1:1  | Everton                 |
| Universidad de Asunción | 7:0  | UPI                     |

### Finalrunde

#### Halbfinale
| Datum            |                         | Ergebnis        |                 | Ort           |
| ---------------- | ----------------------- | --------------- | --------------- | ------------- |
| 15. Oktober 2010 | CA Boca Juniors         | 0:2             | FC Santos       | Arena Barueri |
| 15. Oktober 2010 | Everton de Viña del Mar | 0:0 (5:4 i. E.) | Deportivo Quito | Arena Barueri |

#### Spiel um Platz 3
| Datum            |                 | Ergebnis |                 | Ort           |
| ---------------- | --------------- | -------- | --------------- | ------------- |
| 17. Oktober 2010 | CA Boca Juniors | 2:1      | Deportivo Quito | Arena Barueri |

#### Finale
| FC Santos                                    | FC Santos | Everton de Viña del Mar | Everton de Viña del Mar |
| -------------------------------------------- | --- | --- | ----------------------- |
| FC Santos                                    | \| 17. Oktober 2010 in Santos (Arena Barueri) \| \| Ergebnis: 1:0 (0:0) \| \| Schiedsrichterin: Cynthia Franco ( Paraguay) \| | \| 17. Oktober 2010 in Santos (Arena Barueri) \| \| Ergebnis: 1:0 (0:0) \| \| Schiedsrichterin: Cynthia Franco ( Paraguay) \| | Everton de Viña del Mar |
| FC Santos                                    | 1:0 Maurine (89.) | | Everton de Viña del Mar |
| 17. Oktober 2010 in Santos (Arena Barueri)   | | |                         |
| Ergebnis: 1:0 (0:0)                          | | |                         |
| Schiedsrichterin: Cynthia Franco ( Paraguay) | | |                         |

## Siegermannschaft
| FC Santos | |
| FC Santos | - Tor: Andréia Suntaque; Rubiana - Abwehr: Aline Pellegrino ; Carol Arruda; Dani Silva; Janaína Cavalcante; Joice - Mittelfeld: Bia Zaneratto; Erikinha; Estér; Grazielle; Karen Peliçari; Maurine; Pikena; Renata Costa; Sandrinha; Thaís; Þórunn Helga Jónsdóttir - Sturm: Cristiane; Suzana - Trainer: Kleiton Lima |

## Statistik

### Beste Torschützinnen
| Rang | Spielerin         | Klub                    | Tore |
| ---- | ----------------- | ----------------------- | ---- |
| 1    | Noelia Cuevas     | Universidad de Asunción | 8    |
| 2    | Cristiane         | FC Santos               | 7    |
|      | Grazielle         | FC Santos               | 7    |
|      | Gloria Villamayor | Everton de Viña del Mar | 7    |
| 5    | Valeska Arias     | Everton de Viña del Mar | 6    |

## Weblink
- Women's Copa Libertadores 2010 (rsssf.org)